# Менцій-дін-Дос
Менцій-дін-Дос (рум. Menții din Dos) — село у повіті Горж в Румунії. Входить до складу комуни Бореску.
Село розташоване на відстані 229 км на захід від Бухареста, 38 км на південь від Тиргу-Жіу, 62 км на північний захід від Крайови.

## Населення
За даними перепису населення 2002 року у селі проживали 605 осіб, усі — румуни. Усі жителі села рідною мовою назвали румунську.